# П'єр Леллюш
П'єр Леллюш (фр. Pierre Lellouche; нар. 3 травня 1951, Туніс) — французький політик, депутат, з 2009 по 2012 був держсекретарем в другому і третьому урядах Франсуа Фійона.

## Життєпис
Випускник Паризького університету XI та Інституту політичних досліджень в Парижі, потім отримав ступінь доктора права в Гарвардському університеті. Він працював юристом, у 1979 році був одним із засновників французького Інституту міжнародних відносин. Писав публікації у «Newsweek», «Le Figaro» і «Le Point».
Він належав до Об'єднання на підтримку республіки, у 2002 році вступив до Союзу за народний рух. У 1993 він вперше обраний депутатом Національних зборів від департаменту Валь-д'Уаз, у 1997, 2002 і 2007 з успіхом переобирався в одному з районів Парижа. З 1995 року він був радником Каннах, з 2001 року працював у міській раді Парижа. З 2004 по 2006 очолював Парламентську асамблею НАТО.
23 червня 2009, після реконструкції уряду Франсуа Фійона, він був призначений держсекретарем з європейської інтеграції. У третьому кабінеті того ж прем'єр-міністра 14 листопада 2010 призначений держсекретарем з питань зовнішньої торгівлі. Він обіймав цю посаду до 15 травня 2012 року, коли на парламентських виборах у тому ж році, в черговий раз, він був обраний депутатом.

## Нагороди
- орден «За заслуги» II ступеня (Україна, 2006) — за вагомий особистий внесок у розвиток міжнародного співробітництва, зміцнення авторитету та позитивного іміджу України у світі, популяризацію її історичних і сучасних надбань[9];